# Kashinakunti, Muddebihal
Kashinakunti là một làng thuộc tehsil Muddebihal, huyện Bijapur, bang Karnataka, Ấn Độ.